# Ulrich von Heidegg
Ulrich IV. von Heidegg, auch Heideck und Haidegg, (* im 12. Jahrhundert; † 7. November  1174) war Abt des Klosters Reichenau (1159–1169).

## Leben
Ulrich von Heidegg stammte wie sein Bruder Frideloh von Heidegg sowie Ulrich II. von Dapfen, Abt von 1088 bis 1123, von der Schwäbischen Alb um Reutlingen/ Münsingen/ Trochtelfingen.
Nach dem Tod von Abt Frideloh am 11. März 1159 wurde er zum Abt der Reichenau gewählt. Als Abt des Klosters Reichenau führte er das Amt im Sinne seines Bruders weiter. Er war jedoch „krank und schwächlich“, so dass neben ihm der Dekan Burkhard zum Leiter der Klosterangelegenheiten aufstieg. Kaiser Friedrich  Barbarossa übertrug 1169 Diethelm von Krenkingen das Abtsamt.